# Grand Prix automobile de Monaco 1979

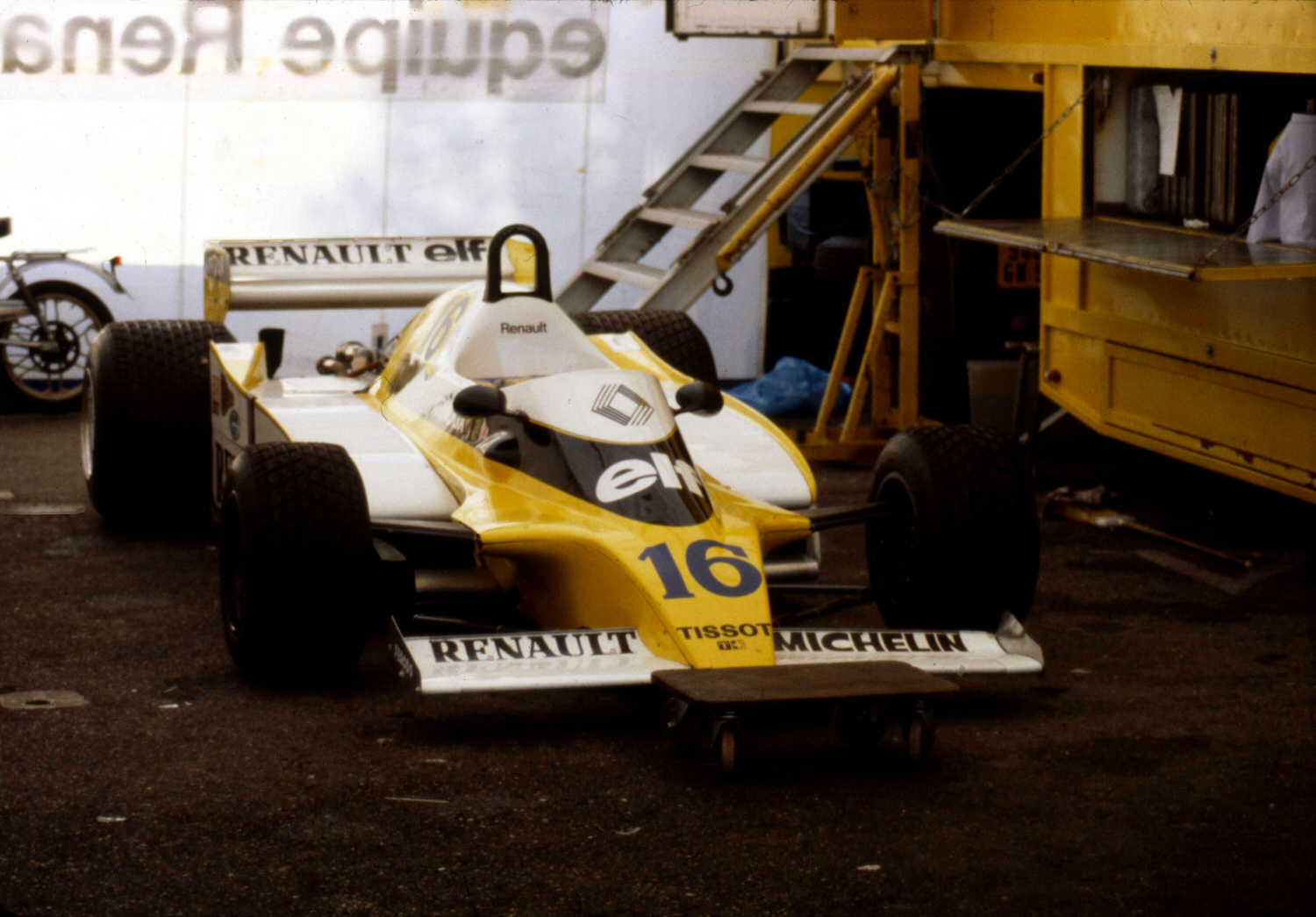
La Renault RS10 dans les stands de Monaco en 1979

Résultats du Grand Prix de Monaco 1979, couru sur le circuit de Monaco le 27 mai 1979.

## Classement
| Pos  | N° | Pilote                 | Écurie             | Tours | Temps/Abandon      | Grille | Points |
| ---- | -- | ---------------------- | ------------------ | ----- | ------------------ | ------ | ------ |
| 1    | 11 | Jody Scheckter         | Ferrari            | 76    | 1 h 55 min 22 s 48 | 1      | 9      |
| 2    | 28 | Clay Regazzoni         | Williams-Ford      | 76    | +0 s 44            | 16     | 6      |
| 3    | 2  | Carlos Reutemann       | Lotus-Ford         | 76    | +8 s 57            | 11     | 4      |
| 4    | 7  | John Watson            | McLaren-Ford       | 76    | +41 s 31           | 14     | 3      |
| 5    | 25 | Patrick Depailler      | Ligier-Ford        | 75    | Moteur             | 3      | 2      |
| 6    | 30 | Jochen Mass            | Arrows-Ford        | 69    | +7 tours           | 8      | 1      |
| Abd. | 6  | Nelson Piquet          | Brabham-Alfa Romeo | 68    | Transmission       | 18     |        |
| Nc.  | 15 | Jean-Pierre Jabouille  | Renault            | 68    | +8 tours           | 20     |        |
| Abd. | 26 | Jacques Laffite        | Ligier-Ford        | 55    | Boîte de vitesses  | 5      |        |
| Abd. | 12 | Gilles Villeneuve      | Ferrari            | 54    | Transmission       | 2      |        |
| Abd. | 27 | Alan Jones             | Williams-Ford      | 43    | Direction          | 9      |        |
| Abd. | 4  | Jean-Pierre Jarier     | Tyrrell-Ford       | 34    | Suspension         | 6      |        |
| Abd. | 9  | Hans-Joachim Stuck     | ATS-Ford           | 30    | Perte d'une roue   | 12     |        |
| Abd. | 5  | Niki Lauda             | Brabham-Alfa Romeo | 21    | Accident           | 4      |        |
| Abd. | 3  | Didier Pironi          | Tyrrell-Ford       | 21    | Accident           | 7      |        |
| Abd. | 1  | Mario Andretti         | Lotus-Ford         | 21    | Suspension         | 13     |        |
| Abd. | 14 | Emerson Fittipaldi     | Fittipaldi-Ford    | 17    | Moteur             | 17     |        |
| Abd. | 16 | René Arnoux            | Renault            | 8     | Accident           | 19     |        |
| Abd. | 20 | James Hunt             | Wolf-Ford          | 4     | Transmission       | 10     |        |
| Abd. | 29 | Riccardo Patrese       | Arrows-Ford        | 4     | Suspension         | 15     |        |
| Nq.  | 18 | Elio De Angelis        | Shadow-Ford        |       | Non qualifié       |        |        |
| Nq.  | 8  | Patrick Tambay         | McLaren-Ford       |       | Non qualifié       |        |        |
| Nq.  | 17 | Jan Lammers            | Shadow-Ford        |       | Non qualifié       |        |        |
| Nq.  | 22 | Derek Daly             | Ensign-Ford        |       | Non qualifié       |        |        |
| Npq. | 24 | Gianfranco Brancatelli | Merzario-Ford      |       | Non préqualifié    |        |        |

Légende :
- Abd.=Abandon - Nc.=Non classé

## Pole position et record du tour
- Pole position : Jody Scheckter en 1 min 26 s 45 (vitesse moyenne : 137,920 km/h).
- Tour le plus rapide : Patrick Depailler en 1 min 28 s 82 au 69e tour (vitesse moyenne : 134,240 km/h).

## Tours en tête
- Jody Scheckter : 76 (1-76)

## À noter
- 9e victoire pour Jody Scheckter.
- 77e victoire pour Ferrari en tant que constructeur.
- 77e victoire pour Ferrari en tant que motoriste.
- 92e et dernier Grand Prix pour James Hunt